# 锥果厚皮香
锥果厚皮香（学名：Ternstroemia conicocarpa）为山茶科厚皮香属下的一个种。

## 扩展阅读
維基物種上的相關：锥果厚皮香